# كرايغ تانر
كرايغ تانر (بالإنجليزية: Craig Tanner)‏ (27 أكتوبر 1994 في المملكة المتحدة - ) هو لاعب كرة قدم بريطاني في مركز الهجوم. شارك مع منتخب إنجلترا تحت 16 سنة لكرة القدم. أما مع النوادي، فقد لعب مع نادي بليموث أرجايل ونادي ريدنغ وإيه أف سي ويمبلدون.

## وصلات خارجية
- كرايغ تانر على موقع قاعدة بيانات كرة القدم.إي يو (الإنجليزية)
- كرايغ تانر على موقع Soccerbase.com (لاعب) (الإنجليزية)
- كرايغ تانر على موقع Soccerway.com (الإنجليزية)
- كرايغ تانر على موقع عالم كرة القدم.نت (الإنجليزية)